# Брезовица при Градину
Брезовица при Градину (словен. Brezovica pri Gradinu, итал. Bresovizza) је насељено место у општини Копар, Обално-Крашка регија, Словенија.

## Историја
До територијалне реорганизације у Словенији била је у саставу старе општине Копар.

## Становништво
У попису становништва из 2011. године, Брезовица при Градину је имала 61 становника.
| Број становника према пописима | Број становника према пописима | Број становника према пописима |
| ------------------------------ | ------------------------------ | ------------------------------ |
| 1991                           | 2002                           | 2011                           |
| 48                             | 41                             | 61                             |

Напомена: До 1959. исказивано под именом Брезовица.